# آکتال
آکتال (به لاتین: Aktal) یک منطقهٔ مسکونی در روسیه است که در جمهوری آلتای واقع شده‌است.